# Warraber Island Airport
Warraber Island Airport är en flygplats i Australien. Den ligger i regionen Torres Strait Island och delstaten Queensland, omkring 2 200 kilometer nordväst om delstatshuvudstaden Brisbane. Den ligger på ön Sue Islet.
Trakten är glest befolkad. 
Savannklimat råder i trakten. Genomsnittlig årsnederbörd är 1 749 millimeter. Den regnigaste månaden är januari, med i genomsnitt 407 mm nederbörd, och den torraste är september, med 7 mm nederbörd.